# Samsung Galaxy Note 3
Das Samsung Galaxy Note 3 ist ein Note-Smartphone von Samsung Electronics mit einem Eingabestift. Das Gerät wurde am 4. September 2013 auf der IFA 2013 der Öffentlichkeit vorgestellt und ist seit Ende September 2013 erhältlich. Es erschien erstmals mit dem Betriebssystem Android 4.3 („Jelly Bean“). Zu den wichtigsten Neuerungen zählen die 4K-Filmfähigkeit, USB 3.0-Anschluss, Mehrfenstermodus, die Vergrößerung des Arbeitsspeichers auf 3 GB und erweiterte Sensorik. Damit zählt es zu den frühsten Smartphones mit diesen Fähigkeiten. Zudem ist es als einziges Galaxy-Note-Smartphone mit Lufttemperatur- und Luftfeuchtigkeitssensoren ausgestattet.
Der Nachfolger des Note 3 ist das Samsung Galaxy Note 4, der Vorgänger das Samsung Galaxy Note II.

## Design
Das Design des Gerätes ähnelt seinem Vorgänger Samsung Galaxy Note II, ist mit einer Dicke von 8,3 mm und einem Gewicht von 168 g jedoch geringfügig dünner und leichter. Es besitzt einen metallisch anmutenden Kunststoff-Rand sowie eine lederartige Rückseite. Wie beim Galaxy S5 schützt der Metallrahmen um das Display herum vor Glasbrüchen beim Displayglas, da es etwa einen Millimeter hervorrückt. Dadurch ist es unwahrscheinlich, dass das Displayglas beim Fallen den Boden berührt. Der Metallrahmen absorbiert den Bodenkontakt.

## Hardware und Sensorik
Die LTE-Version (N9005) verwendet einen Qualcomm Snapdragon 800 SoC mit 3 GB RAM und einem mit 2,3 GHz getakteten Quad-Core-Prozessor. Daneben wird die GSM-Version (N9000) einen Exynos 5 Octa SoC von Samsung nutzen. Als Touchscreen kommt ein 5,7 Zoll großes AMOLED-Display mit einer Auflösung von 1920 × 1080 Pixeln (1080p) zum Einsatz. Es stehen 32 oder 64 GB an internem Speicher zur Verfügung, der durch eine MicroSD-Speicherkarte erweiterbar ist. Der Akku besitzt eine gegenüber dem Vorgänger geringfügig erhöhte Kapazität von 3200 mAh. Wie die anderen Note-Modelle besitzt es einen „S-Pen“ genannten Eingabestift, der beim Note 3 nochmals verbessert wurde.
Wie der Vorgänger ist das Galaxy Note 3 ausgestattet mit einem Gyroskopsensor und Beschleunigungssensor zur Bildschirmdrehung und der Steuerung in Videospielen, einem Barometer zur Messung des Luftdrucks, einem Magnetsensor zur Benutzung als Kompass, einem Annäherungssensor zum Messen des Abstands zwischen Mensch und Gerät und zur Erkennung der Befindlichkeit in Taschen, einem Helligkeitssensor zum automatischen Einstellen der Bildschirmhelligkeit, und einem Sensor zur Messung der Akkutemperatur um die Leistung zum Vorbeugen von Überhitzungen abzuriegeln.
Zusätzlich wurden ein Thermometersensor zur Messung der Umgebungstemperatur und ein Hygrometer zur Messung der Luftfeuchtigkeit hinzugefügt. Der Berührungsbildschirm kann wie beim Galaxy S4 einen über den Bildschirm schwebenden Finger erkennen. Damit ist das Galaxy Note 3 das einzige Gerät in der Note-Serie mit diesen drei Sensoren.
Dabei gibt es das Note 3 ebenfalls wie die anderen Galaxy Modelle in verschiedenen Ausführungen. So erschien auch die etwas schwächere Variante, das Note 3 Neo, dessen Bildschirm nur mit 720p anstatt 1080p auflöst, und dessen Kamera nur bis 1080p (Full HD) bei 30 Bildern in der Sekunde filmen kann.

## Software

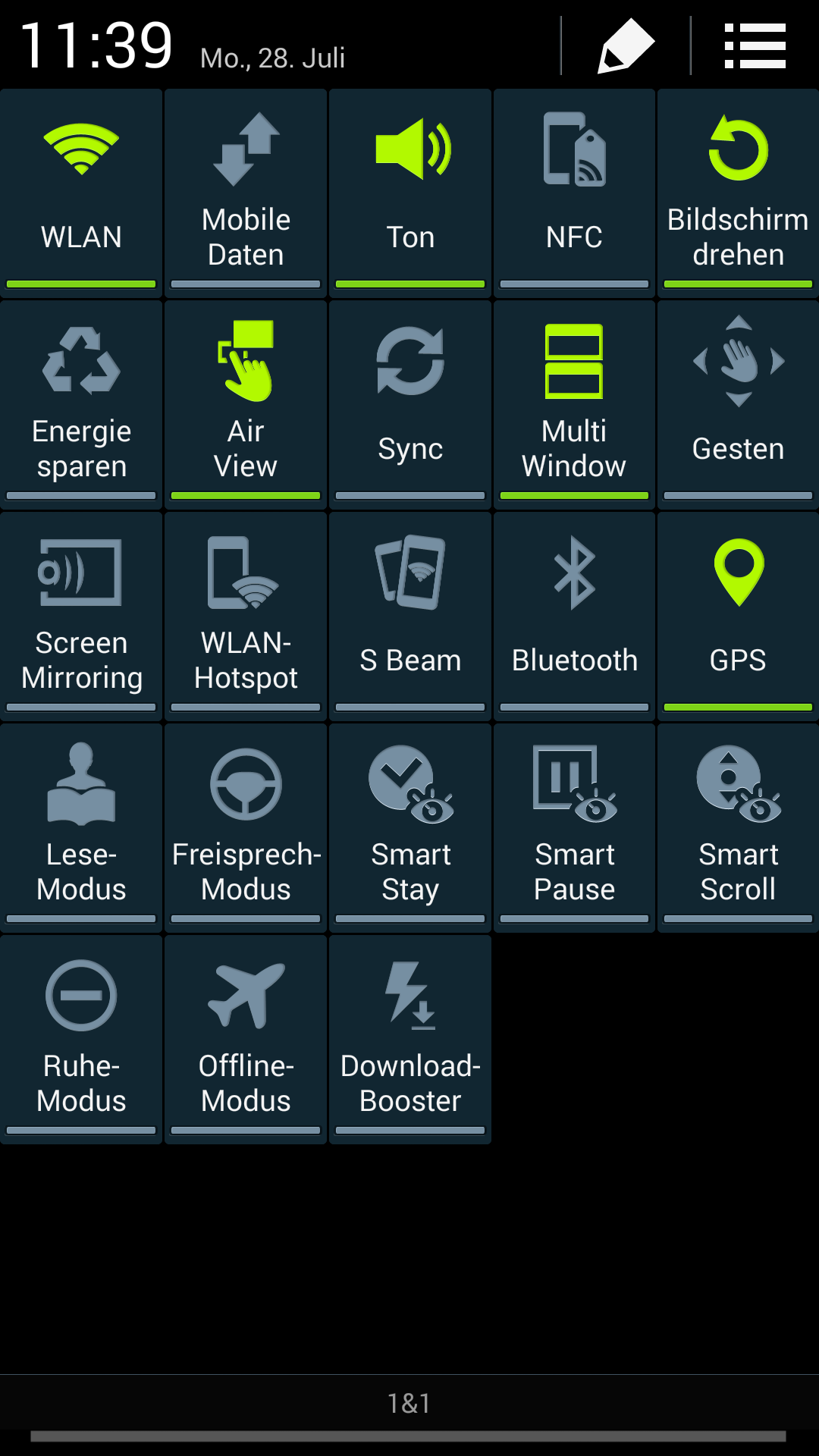
Kontrollmenü des Gerätes

Das Galaxy Note 3 erschien ursprünglich mit Android-Version 4.3 „Jelly Bean“ und der Bedienoberfläche „TouchWiz“ von Samsung. Es folgten Aktualisierungen auf Android 4.4.2 „Kit Kat“ (2014) und Android 5.0 „Lollipop“ (2015). Inzwischen existieren aber auch Custom-ROMs bis Android 11.

## Varianten und Modelle

### Exynos-Modelle
- N900 International
- N900 0Q Türkei

### Qualcomm™ Snapdragon
| Modellnummer       | Land/Nation                                                                                 | Beschreibung                                      |
| ------------------ | ------------------------------------------------------------------------------------------- | ------------------------------------------------- |
| N900 0             | Internationale Variante ohne 4G                                                             | - GPU:Mali T628 - Keine 4K-Videoaufnahmen möglich |
| N900 5             | Internationale LTE-Variante - N9005ZWE / N9005GSMH – Europa - N9005ZKA – HongKong - N9005 T | - CPU: Snapdragon 800 Quad-Core - GPU: Adreno 330 |
| N900 2 und N9000 6 | China                                                                                       | Dual-Sim                                          |
| N900 9             | CDMA International                                                                          | k. A.                                             |
| N900X              | International                                                                               | Demo-Version                                      |

## Kamera

### Allgemeines
Die 13-Megapixel-Kamera auf der Rückseite kann Videos in einer Auflösung von 1080p mit 60 fps oder in 4K-Auflösung mit 30 fps aufnehmen. Es ist die erste Smartphone-Kamera mit 4K-Videoaufnahme. Aufnahmen in Zeitlupe sind in HD-720p-Auflösung mit 120 Bildern pro Sekunde möglich. Der 1/3″-Sensor gleicht dem des Galaxy S4 (Sony IMX135). Es gibt keinen optischen, aber einen digitalen Bildstabilisator, der auch für Videos bis 1080p@30fps verfügbar ist. Das N9005 verfügt über einen austauschbaren Akku.

### Kameraanwendung
Die vorinstallierte Kameraanwendung verfügt über das gleiche Design wie bei den S4-Modellen, bietet aber noch mehr Motivprogramme wie „Surround Shot“ oder „Golf Shot“.
Die Kamera-Software des Note 3 verfügt über mehr Motivprogramme als alle anderen S- und Note-Smartphones. Jedoch erlaubt das Galaxy S6 nach einer Systemaktualisierung (System-Update) auf Android 5.1 erweiterte Einstellmöglichkeiten.

#### Videoaufnahme
Die Aufnahme von 4K-Videos ist auf fünf Minuten pro Videoclip (Videodatei) begrenzt, nach fünf Minuten stoppt die Aufnahme.
| Auflösungsbezeichnung | Auflösung   | Anzahl der Pixel | Framerate | Bitrate in Mbit/s | MB/s         |
| --------------------- | ----------- | ---------------- | --------- | ----------------- | ------------ |
| Ultra HD (4K UHD)     | 3840 × 2160 | 8.294.400        | 30        | 48 bis 50         | 6            |
| FullHD                | 1920 × 1080 | 2.073.600        | 60        | 27,8              | 3,5          |
| FullHD                | 1920 × 1080 | 2.073.600        | 30        | 16 bis 20         | 2 bis 2,5    |
| HD 720p               | 1280 × 720  | 921.600          | 30        | 12                | 1,5          |
| 480p                  | 720 × 480   | 345.600          | 30        | 8                 | 1            |
| 240p-QVGA             | 320 × 240   | 76.800           | 30        | 3                 | 0,4          |
| MMS-QCIF              | 176 × 144   | 25.344           | 15        | <1                | Annähernd 0. |

Während der Aufnahme eines Videoclips bis 1080p@30fps können Standbilder mit einer Auflösung von 4128×2322 (16:9) Pixeln aufgenommen werden. Dies entspricht dem maximalen effektiven Sensorausschnitt für 16:9-Bilder von ca. 9,6 Megapixeln. Sollte eine 4:3-Videoauflösung wie QVGA ausgewählt sein, wird die volle effektive Sensorauflösung von 4128×3096 Pixeln für die Standbilder verwendet. Diese Standbilder enthalten auch EXIF-Informationen. Die Aufnahme von Standbildern ist auch bei aktiviertem digitalen Bildstabilisator in der maximalen Auflösung möglich.

##### Zoom
Die Kamera des Galaxy Note 3 bietet, wie bei allen üblichen Smartphones, keinen optischen Zoom.
Die Kamera bietet bei Videoaufnahmen bei 1080p-Videos bei 30 fps einen verlustfreien Digitalzoom von x2.0, bei geringeren Auflösungen kann der volle Zoombereich von 4.0x ohne Qualitätsverlust genutzt werden. Der verlustlose Digitalzoom ist nicht bei Videoaufnahmen verwendbar, die höher als Full-HD auflösen oder eine höhere Framerate als 30 Bilder pro Sekunde haben.

#### Serienbilder
Man kann mit der vorinstallierten Kamera-App bis zu 20 Serienbilder in Folge bei 8 Bildern pro Sekunde in voller Auflösung aufnehmen.

### Spezifikationen der Kamera und des Bildsensors
- Brennweite: 28 mm (Äquivalent zu einem 35-mm-Film)[14]
- Blende: f2.2
- Langsamste Belichtungszeit mit der Standard-Kameraapp: 1/17 Sek.
- Schnellste Sensorauslesegeschwindigkeit: 1/65536 Sek.
- Sensor: BSI-CMOS-Sensor Sony IMX-135[14]
- Sensorgröße: 1/3,06″[14]
- Pixelgröße: 1,12 μm[14]
- Sensorabmessungen: 4,9×3,7 mm[14]
- Sensorauflösung: 4160 × 3120 (4:3)[14]
- Effektive Maximalauflösung: 4128 × 3096 (4:3)
- Maximale mögliche Lichtempfindlichkeit: ISO 2000[14]
- Maximale manuell einstellbare Lichtempfindlichkeit: ISO 800
- Naheinstellgrenze (Nahpunktentfernung): 8 Zentimeter.[15][16]
- Unterstützung von HDR-Videoaufnahmen
- Videoaufnahmen: Audio-Zoom (Zoom-Mikrofon)
- Videoleuchte (Kamerablitz wird als Taschenlampe eingesetzt)

## Kritik
Das Note 3 ist eines der ersten Telefone mit der von Samsung eingeführten Regionen-Sperrung (Region Lock), eine neue Form des Sim-Locks. Dieser bewirkt, dass das Note 3 erst mit einer SIM-Karte des jeweiligen Zielmarktes aktiviert werden muss, bevor auch SIM-Karten anderer Regionen verwendet werden können. Mit dieser Maßnahme sollte der Grauhandel unterbunden werden. Samsung geriet durch die Einführung dieser Einschränkung in Kritik. In den Wochen nach der Markteinführung wurde die Sperre durch eine Softwareaktualisierung gelockert.